# Chip cầu nam

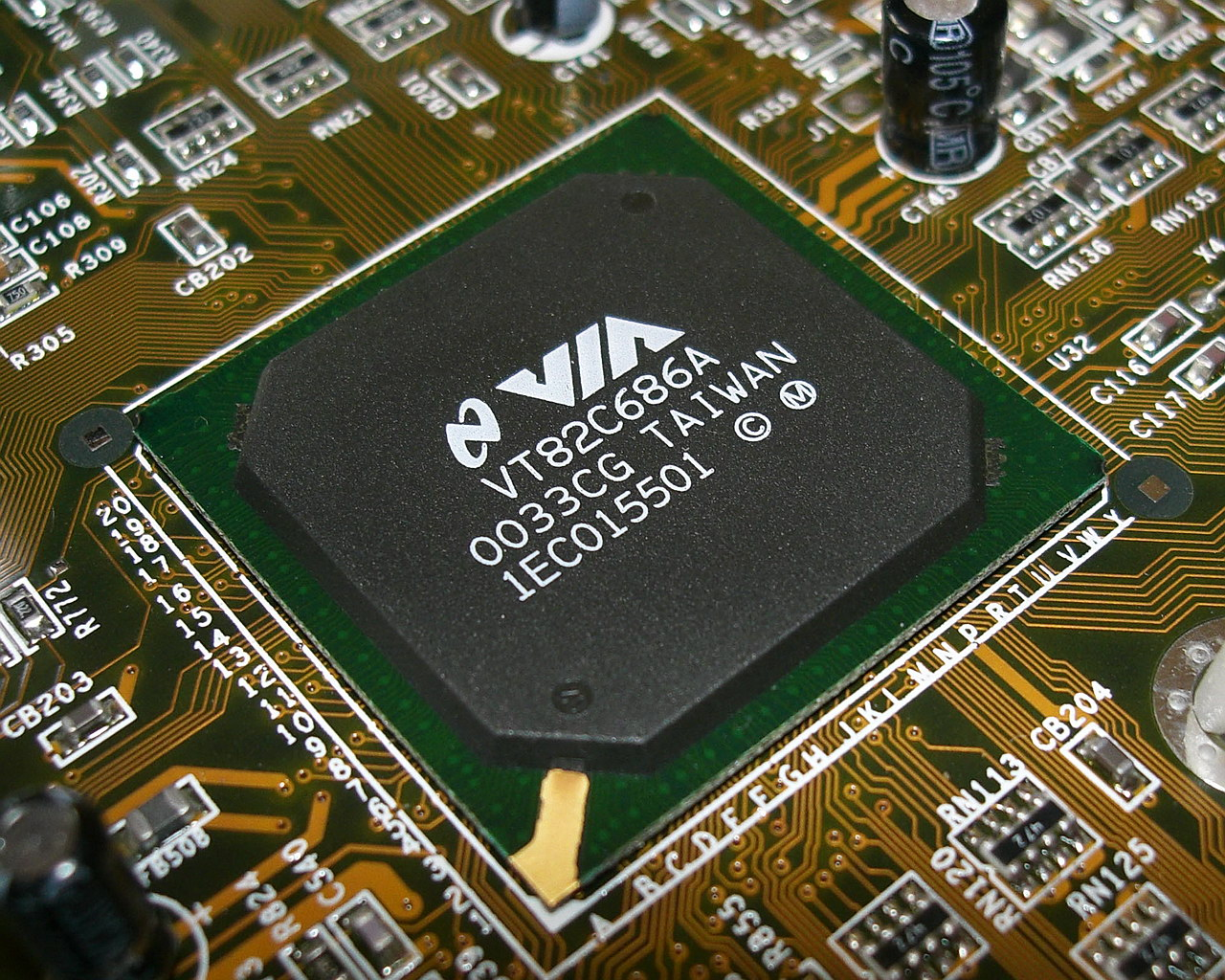
Chip cầu nam VIA 686A, thường sử dụng trên những bo mạch chủ AMD Athlon thế hệ đầu tiên.

Chip cầu nam, hay còn gọi là I/O Controller Hub (ICH), là một chip đảm nhiệm những việc có tốc độ chậm của bo mạch chủ trong chipset. Khác với chip cầu bắc, chip cầu nam không được kết nối trực tiếp với CPU. Đúng hơn là chip cầu bắc kết nối chip cầu nam với CPU.

## Tổng quan
Bởi vì chip cầu nam được đặt xa CPU hơn, nó được giao trách nhiệm liên lạc với các thiết bị có tốc độ chậm hơn trên một máy vi tính điển hình. Một chíp cầu nam điển hình thường làm việc với một vài chíp cầu bắc khác, mỗi cặp chíp cầu bắc và nam phải có thiết kế phù hợp thì mới có thể làm việc với nhau; chưa có chuẩn công nghiệp rộng rãi cho các thiết kế thành phần lôgic cơ bản của chipset để chúng có thể hoạt động được với nhau. Theo truyền thống, giao tiếp chung giữa chip cầu bắc và chip cầu nam đơn giản là bus PCI, vì thế mà nó tạo nên một hiệu ứng cổ chai (bottleneck), phần lớn các chipset hiện thời sử dụng các giao tiếp chung (thường là thiết kế độc quyền) có hiệu năng cao hơn.

### Tên gọi
Tên gọi "chip cầu nam" bắt nguồn từ việc vẽ một kiến trúc trên sơ đồ. Trong đó CPU phải ở trên sơ đồ tại phía bắc. CPU nối với chipset qua một cầu nối có tốc độ cao (cầu bắc) ở phía bắc của các bus qua một cầu nối có tốc độ nhanh hơn(cầu nam).